# 플랜트 리스트
플랜트 리스트(The Plant List)는 2010년에 큐 왕립식물원, 미주리 식물원이 설립한 식물종의 식물학명의 목록이며 알려진 식물종의 모든 이름에 대한 포괄적인 목록을 목표하고 있다.
이는 큐도 포함되어있는 국제 식물명목록과 상호보완적인 프로젝트다. IPNI는 그저 자세한 명칭을 제공하는 것을 목표로 하며 무엇이 승인된 종명인지 구별하지 않는다. 새롭게 제안된 명칭은 IPNI에서 World Checklist of Selected Plant Families으로 자동적으로 추가되며, 이 데이터베이스는 플랜트 리스트의 기반을 이룬다.

## 성과
플랜트 리스트에는 1,064,035 개의 학술적 식물종 명칭이 등재되어 있다. 350,699 개는 승인된 종명이며, 642개의 과와 17,020개의 속에 속해있다. 플랜트 리스트에는 대략 350,699 개의 단일종과 이에 대한 470,624 개의 동의어가 등재되어있으며, 이를 통해 대부분의 종이 다수의 이름을 가지고 있다는 것을 알 수 있다. 2014년 기준, 플랜트 리스트는 나머지 243,000개의 이름이 '미해결된' 것들이라고 결론지었으며, 이는 과학자들이 이 이름들이 350,669개의 고유한 종들과 동일한지 별개인지 여전히 결론짓지 못하고 있다는 뜻이다.

## 대중의 관심
플랜트 리스트는 2010년(국제 생물 다양성의 해)에 설립되었을 때 그 광범위함으로 언론의 관심을 받았다. 폭스 뉴스는 동의어의 수에 주목했으며, 이는 지구의 생물다양성의 "놀라운 결핍"을 반영한다고 주장했다. 또한 1880년대에 Index Kewensis (IK) 라고 불리는 식물의 목록을 만들기 시작한 영국의 자연사학자 찰스 다윈의 작업을 구축하는 것으로도 주목을 끌었다. 큐는 IK가 400,000개의 종명을 수록하여 최초로 출간된 이후 해마다 평균 6,000여 종을 추가해왔다. 하지만 1913년까지 인용문에서 분류적 판단을 제시하는 것을 피해온 IK는 현재 플랜트 리스트가 아니라 IPNI의 일부분으로 운용되고 있다.

## 참고 문서
- 호주식물조사
- 호주식물명목록
- 지구식물보존전략은 "알려진 모든 식물에 대한 온라인 식물상"에 대한 필요성에 따라 수립되었다.
- 국제식물명목록
- 위키생물종

## 같이 보기
- 국제 식물명 색인
- 플랜츠 오브 더 월드 온라인
- 위키생물종